# Мидловський Ісидор Михайлович
Ісидор (Сидір) Михайлович Мидловський (криптонім: Т. Ш; 4 лютого 1854, Саджавка — 18 липня 1916, м. Львів) — український актор, театральний діяч і письменник.
Народився в селі Саджавці (зараз Надвірнянського району Івано-Франківської області).
Закінчив гімназію в місті Станиславові (1873, нині м. Івано-Франківськ) і правничий факультет Львівського університету (1873—1877).
1880 працював у судових установах у Станиславові, 1883—1891 — в судових установах на польських землях Австро-Угорщини. 1891—1913 — в м. Тернопіль: ад'ютант[джерело?] окружного суду, від 1897 — заступник прокурора, 1911—1912 — радник вищого крайового суду.
1890—1910 — режисер аматорського театру, де поставив п'єси І. Карпенка-Карого, М. Кропивницького, Л. Лопатинського та власні. 1901—1910 — голова хорового товариства «Тернопільський Боян» (1-й голова), діяч «Руської бесіди» та «Міщанського братства» (всі — місто Тернопіль).
Драматичні твори та пісні почав писати ще під час навчання у гімназії. Мидловський — автор побутових драм «Нещасна любов», перекладів та переробок, драматичних творів з польської та німецької літератур.
Декілька пісень з його мелодрам стали народними піснями і широко побутують у Галичині.
У 1914 році Ісидор Мидловський виїхав до Львова, де й помер 18 липня 1916 року.

## Доробок
Автор мелодрам і п'єс:
- «Капраль Тимко» (1875),
- «Інвалід» (1881; заборонила цензура),
- «Нещасна любов», «Опир» (обидві — 1885),
- «Наші переселенці» (1897; всі — з музикою Віктора Матюка), які поставив театр товариства «Руська бесіда» й аматорські драматичні гуртки Тернополя.

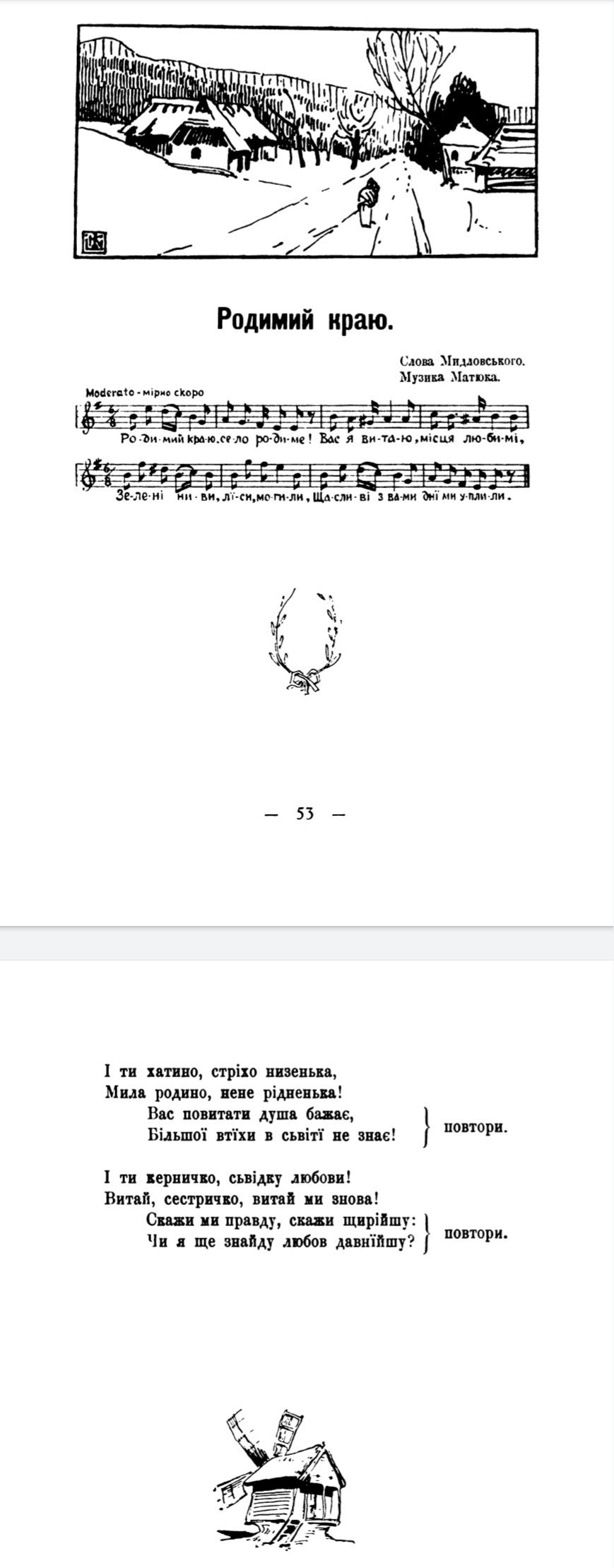
Пісня «Родимий краю» Ісидора Мидловського і Віктора Матюка з віденського видання 1916 року.

Пісні з п'єс Мидловського, зокрема «Родимий краю, село родиме», «Вийди, ох вийди», «Прощальна пісня», «Чи я собі не легінь» виконували М. Байко, Д. Гнатюк, С. Крушельницька, М. Менцинський, М. Сабат-Свірська тощо. Його пісня «Родимий краю, село родиме» з музикою Віктора Матюка була улюбленою піснею Соломії Крушельницької.